# Galargues
Galargues ist eine französische Gemeinde mit 755 Einwohnern (Stand: 1. Januar 2022) im Département Hérault in der Region Okzitanien. Sie gehört zum Arrondissement Montpellier und ist Mitglied im Gemeindeverband Lunel Agglo. Die Einwohner werden Galarguains und Galarguaines genannt.

## Geografie

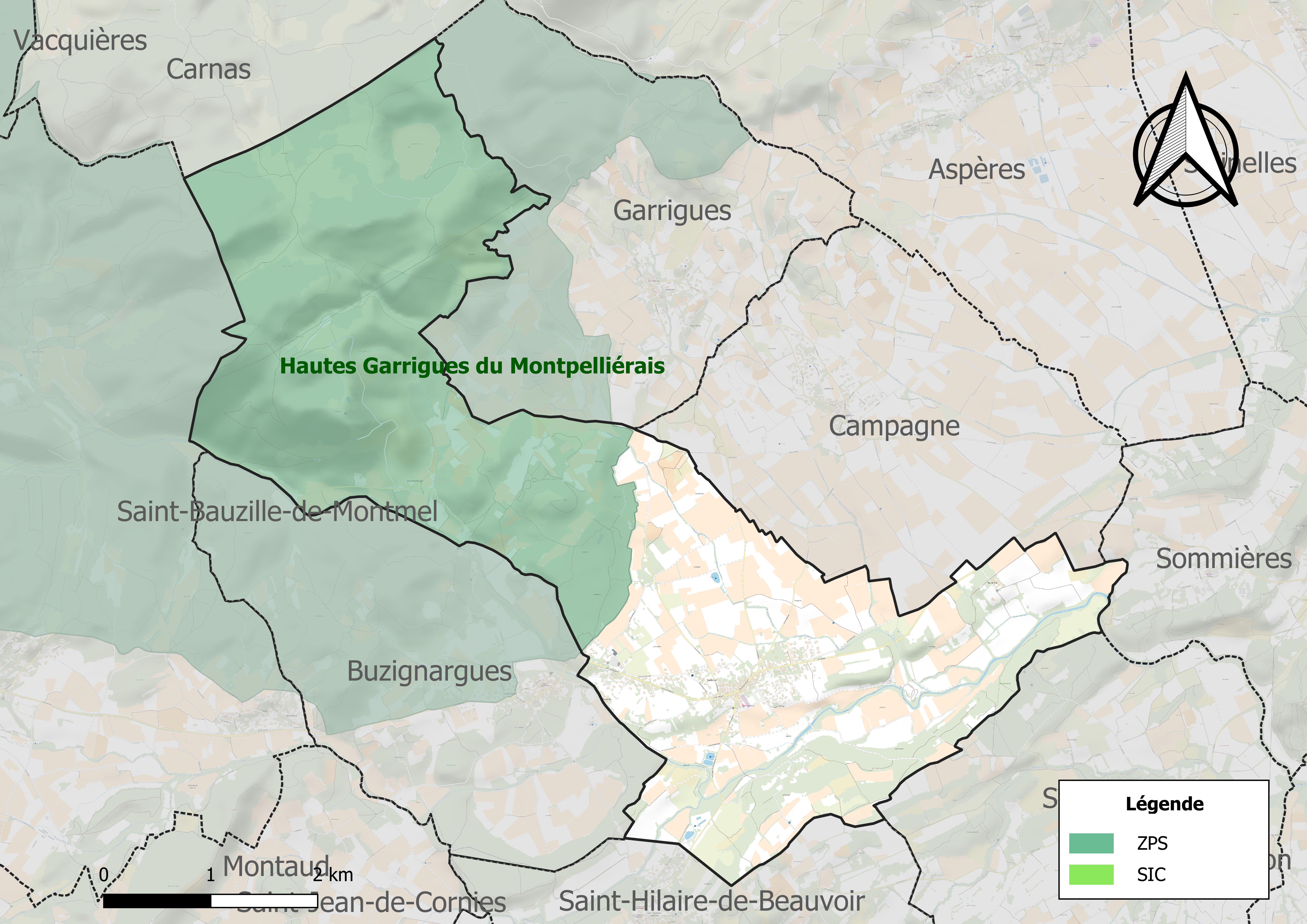
Natura 2000-Schutzgebiet

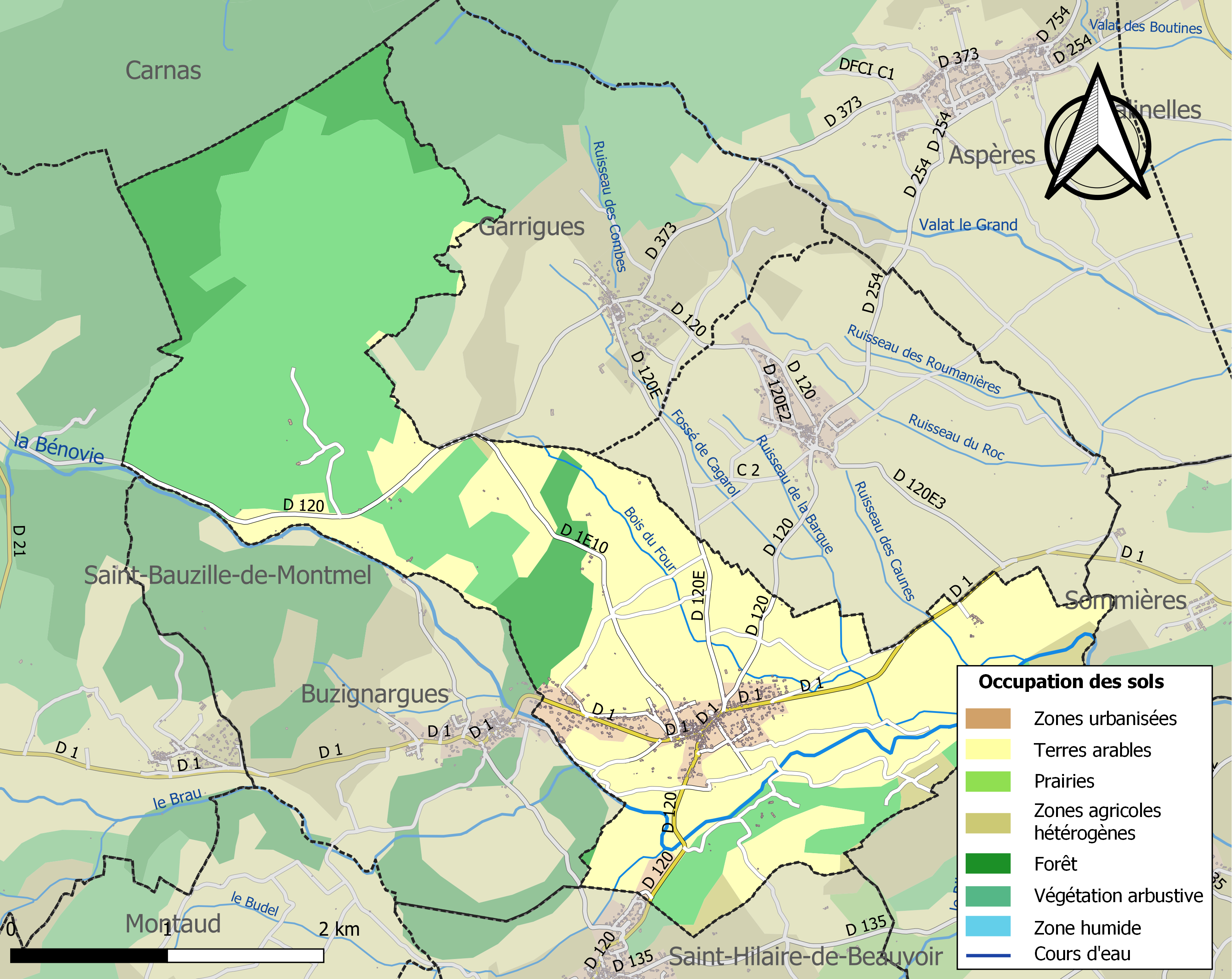
Bodennutzung, Hydrografie und Infrastruktur der Gemeinde (2018)

Galargues liegt am östlichen Rand des Départements an der Grenze zum benachbarten Département Gard, etwa 22 Kilometer nordnordöstlich von Montpellier und etwa 28 Kilometer westsüdwestlich von Nîmes am Fluss Bénovie. Das Zentrum befindet sich in einer Schwemmlandebene auf etwa 50 m Höhe, das Gelände der Gemeinde steigt jedoch im Nordwesten auf Höhen über 260 m an.
Das Gebiet von Galargues ist Teil des insgesamt 47.365 Hektar großen, im Jahre 2018 ins Leben gerufenen Natura 2000-Schutzgebiets „Hautes Garrigues du Montpelliérais“ (FR9112004) und von drei ZNIEFF-Naturzonen. Über die Hälfte der Fläche der Gemeinde ist bewaldet oder naturbelassen, etwa 44 % werden landwirtschaftlich genutzt.
Umgeben wird Galargues von den Nachbargemeinden Carnas (Département Gard) im Nordwesten und Norden, Garrigues und Campagne im Norden, Sommières (Département Gard) im Osten, Saussines im Südosten, Saint-Hilaire-de-Beauvoir im Süden, Buzignargues im Südwesten und Westen sowie Saint-Bauzille-de-Montmel im Westen.

## Geschichte
Wie bei vielen anderen Dörfern in der Region liegt Galargues am Ursprung eines Bauernhofs oder einer gallorömischen Villa aus dem 1. Jahrhundert n. Chr. Der Besitzer, Galatius, stammte entweder aus Galatien oder hatte in den Legionen gedient, die in diesem Land in Zentralkleinasien kämpften.
Es scheint, dass das ursprüngliche Dorf etwas weiter nordwestlich am Fuße des Hügels namens La Mine lag. Es ist unklar, aus welchen Gründen und wann das Dorf näher an den Fluss Bénovie heranrückte, den es um einige Meter überragt. Es handelt sich höchstwahrscheinlich um ein Problem mit der Wasserversorgung. Dennoch erfreute es sich einer günstigen Lage in der Nähe der Römerstraße Nîmes, Sommières, Toulouse Vieille.
Die Geschichte des Dorfes ist schwer zu erfahren, denn obwohl es im Mittelalter von der Baronie Montredon abhängig war, war es ein Franc Alleu, eine echte Anomalie in der feudalen Gesellschaft. das heißt eine freie Gemeinschaft, die keine Steuern zahlt, deren Bewohner heiraten können, wen sie wollen, für wen sie wollen arbeiten und ohne Zwang den Arbeitgeber wechseln können. Durch Vasallentum war Galargues daher von Montredon abhängig, aber auch vom Guilhem von Montpellier, den Grafen von Melgueil, den Bischöfen von Maguelonne und schließlich vom Papst. Aus diesem Grund wagte König Ludwig IX. bei seiner Übernahme der Region im Jahr 1248 nicht, Montredon anzurühren, um nicht den Zorn des Papstes auf sich zu ziehen, den er für seinen Kreuzzug brauchte.
Da sich in der Gemeinde keine Burg befindet, liegen nur sehr wenige Informationen über das Dorf vor, da es hauptsächlich die Seigneurs waren, die die Archive auf dem neuesten Stand hielten.
Wie in allen Dörfern der Region stand Ende des 12. und Anfang des 13. Jahrhunderts im Zentrum des Dorfes eine romanische Kirche, umgeben von einem Friedhof.
Galargues war schon immer eine landwirtschaftlich geprägte Gemeinde: Ausbeutung von Holz, Holzkohle, Anbau von Getreide, Touzelle-Weizen, Gerste, Hafer, Anbau von Wein, Olivenbäumen und vor allem die Schafzucht, aus der die Wolle gesponnen wurde. Es gab mehrere Weber. Im 17. und 18. Jahrhundert wurden Seidenraupen gezüchtet. In den Schwemmlandflächen entlang der Bénovie am linken Ufer wurden zahlreiche Gärten angelegt. Sie wurden aus flachen Brunnen gespeist, die in den Grundwasserspiegel gegraben wurden. Da die Fontbonne-Quelle erschlossen wurde, sinkt der Fluss im Frühjahr schnell und die Brunnen versiegen. Die Gärten werden nicht mehr gepflegt.
Erwähnenswert ist auch die in Eisenmine Galargues. Über diese Mine ist wenig bekannt, ein Weiler namens Les Jasses, der aufgrund seiner geringen Bedeutung für Geologen kein Interesse darstellt. Nur der Gelehrte aus Sommières, Emilien Dumas, erwähnt es im zweiten Band, S. 337, seiner „Geological Statistics of the Gard Department“ (1876). In diesem Fall handelt es sich um Limonit, Eisenerz in Form von natürlichem hydratisiertem Eisenoxid, dem am weitesten verbreiteten Eisenerz, dessen lehmigste Sorten gelber Ocker sind. Das Erz war von ausgezeichneter Qualität, die Lagerstätte wurde jedoch immer schmaler. Der Betrieb wurde 1847 nach einem Unfall, bei dem ein Bergmann ums Leben kam, aufgegeben. Im Sommer 1859 wurden die Arbeiten wieder aufgenommen, jedoch schnell endgültig eingestellt. Die größte Mächtigkeit des Erzgangs betrug 0,50 bis 0,60 Meter. Das Erz wurde zu den Hütten in Alès verschifft.
Die Post war von Boisseron abhängig. Der erste Empfangspostbote wurde 1912 ernannt. Jeden Morgen ging er zu Fuß nach Boisseron, nahm die Post entgegen, ließ einiges in Saint-Hilaire-de-Beauvoir zurück, kehrte nach Galargues zurück und kümmerte sich um die Verteilung.

## Bevölkerungsentwicklung
| Jahr                       | 1962 | 1968 | 1975 | 1982 | 1990 | 1999 | 2006 | 2013 | 2020 |
| Einwohner                  | 265  | 279  | 253  | 342  | 404  | 519  | 608  | 664  | 743  |
| Quellen: Cassini und INSEE |      |      |      |      |      |      |      |      |      |

## Sehenswürdigkeiten

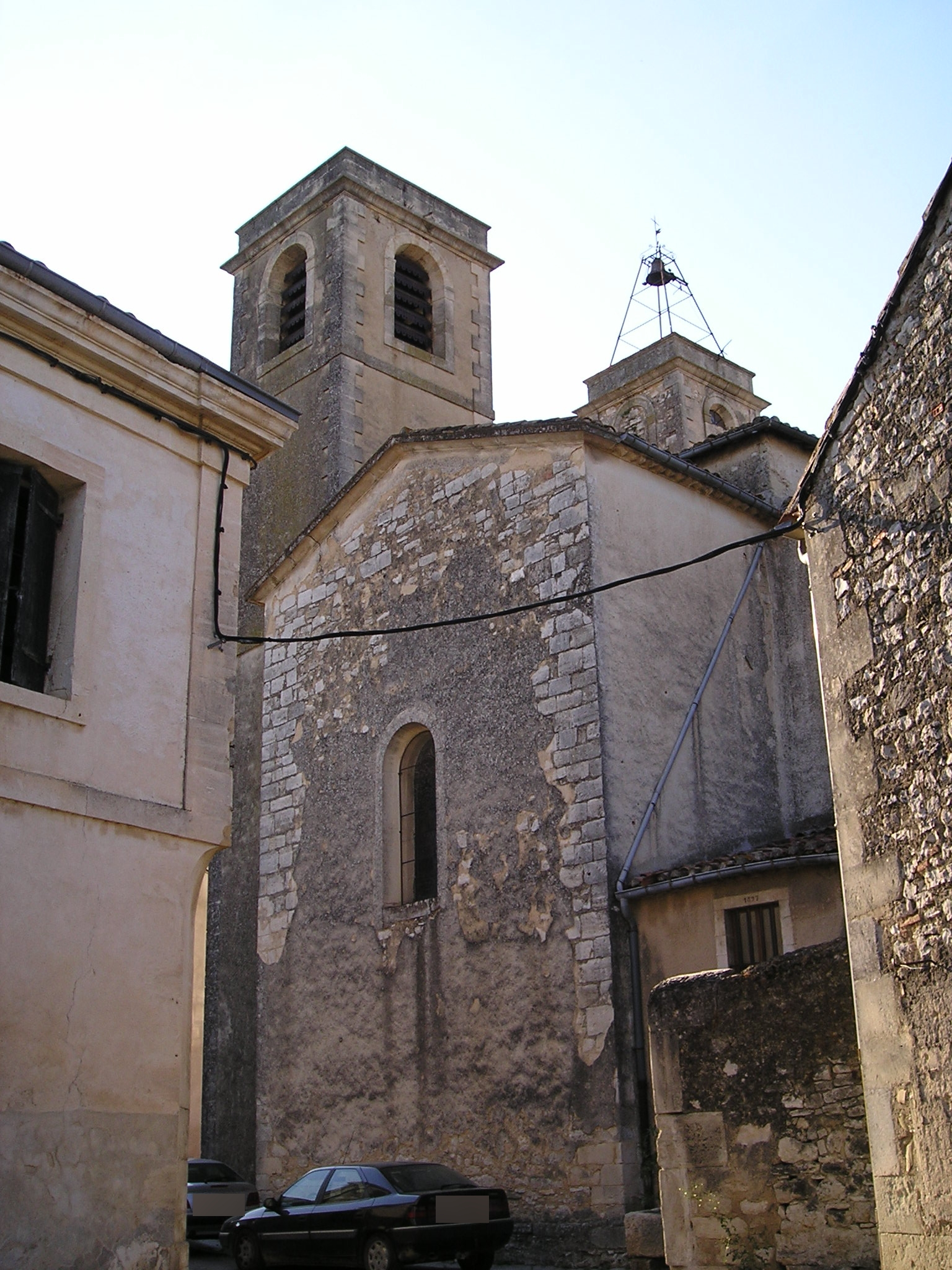
Kirche Notre-Dame-de-l’Assomption
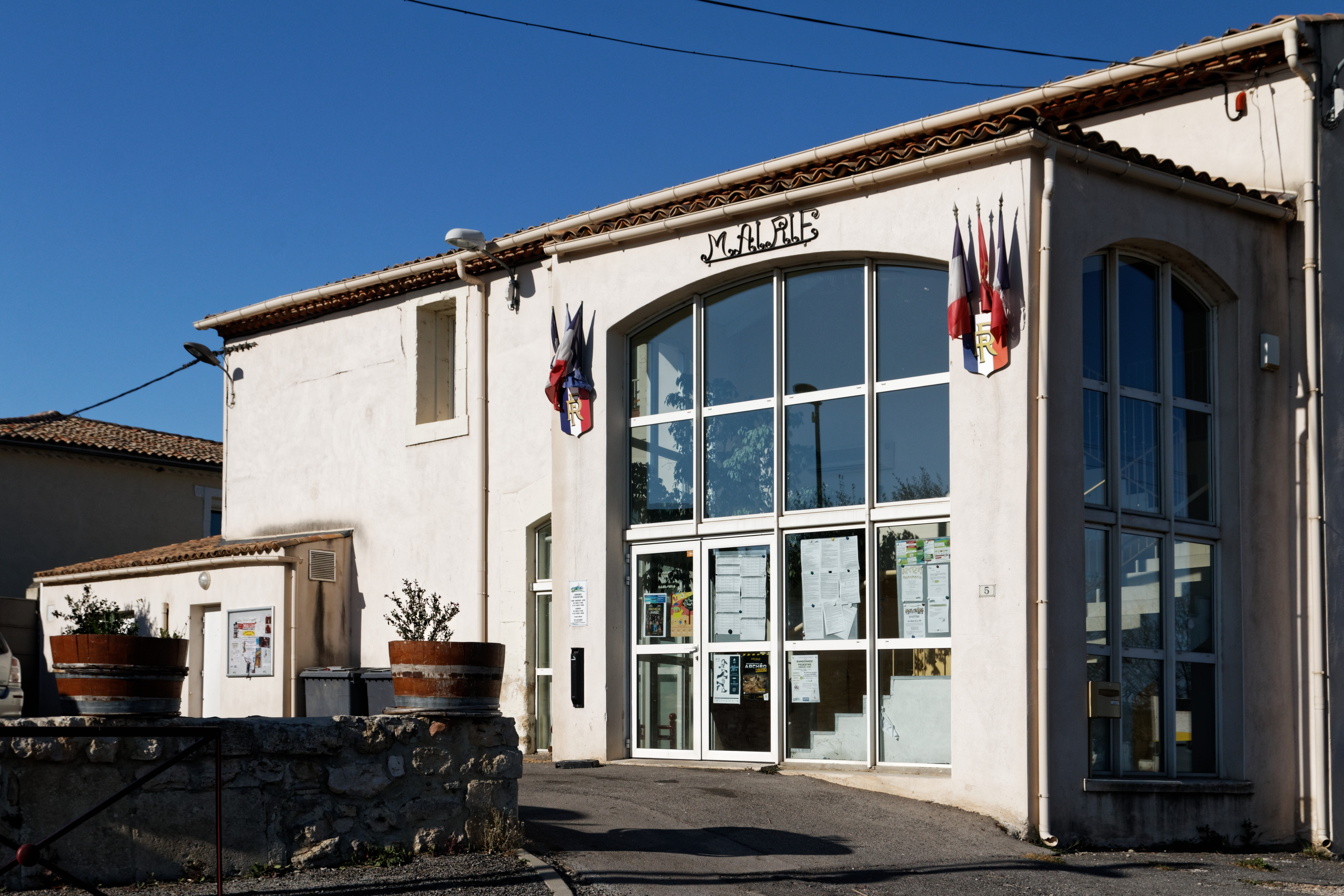
Mairie (Bürgermeisteramt)
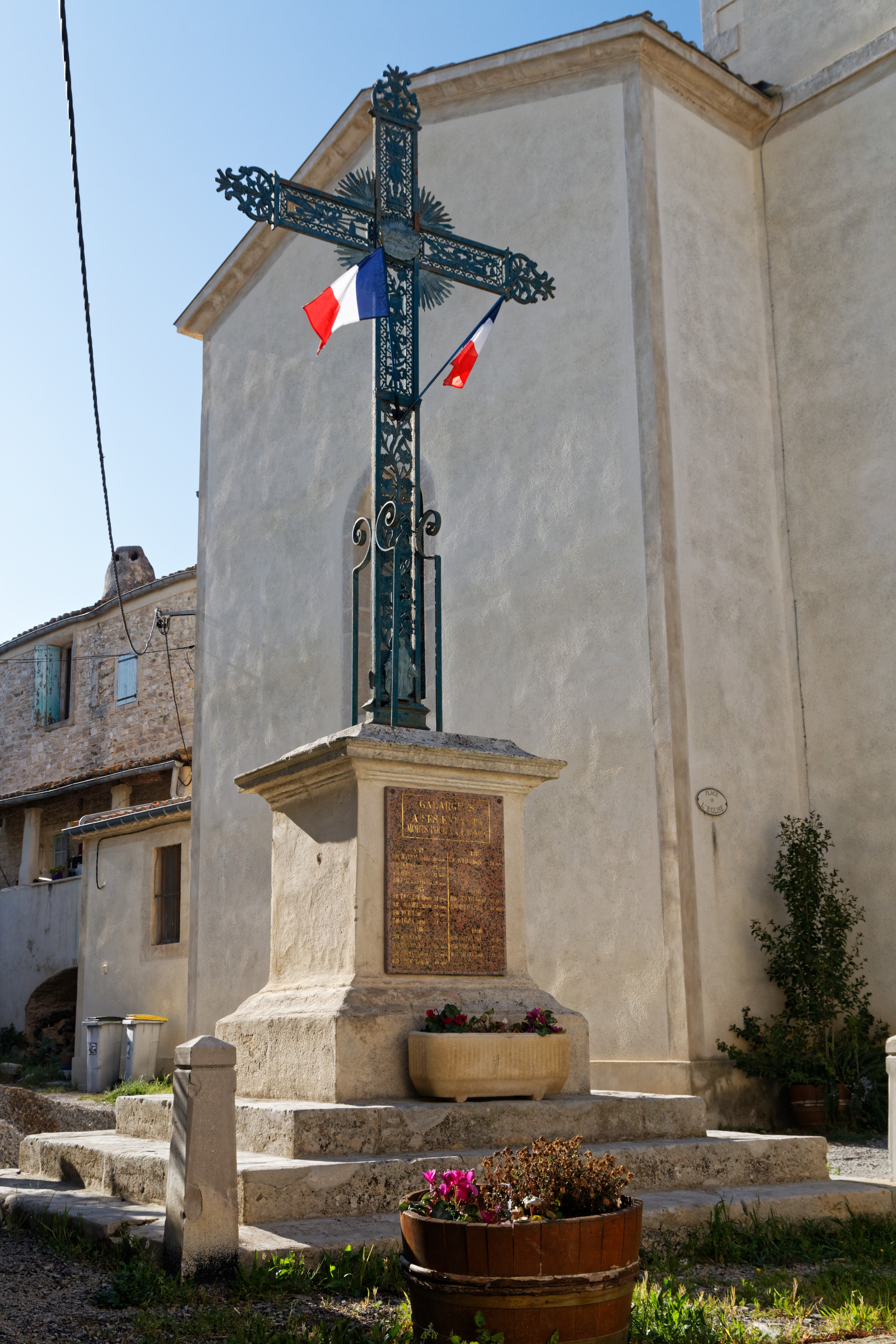
Gefallenendenkmal, integriert in das Missionskreuz

- Kirche Notre-Dame-de-l’Assomption
- Mairie (Bürgermeisteramt)
- Gefallenendenkmal, integriert in das Missionskreuz

## Verkehr
Die Departementsstraße 1 verbindet die Gemeinde mit Buzignargues im Westen und mit Sommières im Osten. Die nachgeordneten Departementsstraßen 1E10, 120 und 120E und lokale Landstraßen stellen Verbindungen zwischen den Weilern und zu weiteren benachbarten Gemeinden her. Eine Buslinie der regionalen Transportgesellschaft liO verbindet die Gemeinde mit Campagne und mit Castelnau-le-Lez und dortigem Anschluss an das Straßenbahnnetz von Montpellier.